# Moraro
Moraro (tiếng Slovenia: Morar) là một đô thị ở tỉnh Gorizia thuộc vùng Friuli-Venezia Giulia, nằm ở vị trí cách khoảng 40 km về phía tây bắc của Trieste và khoảng 9 km về phía tây của Gorizia. Tại thời điểm ngày 31 tháng 12 năm 2004, đô thị này có dân số 712 người và diện tích là 3,5 km².
Moraro giáp các đô thị sau: Capriva del Friuli, Cormons, Farra d'Isonzo, Gradisca d'Isonzo, Mariano del Friuli, San Lorenzo Isontino.